# Акелей
Акелей, Аклейбехер, Агляйбехер (нем. Akeleibecher, Ageleibecher) — предмет ювелирного искусства, большой серебряный «колокольчатый» кубок на подножии с высокой крышкой.

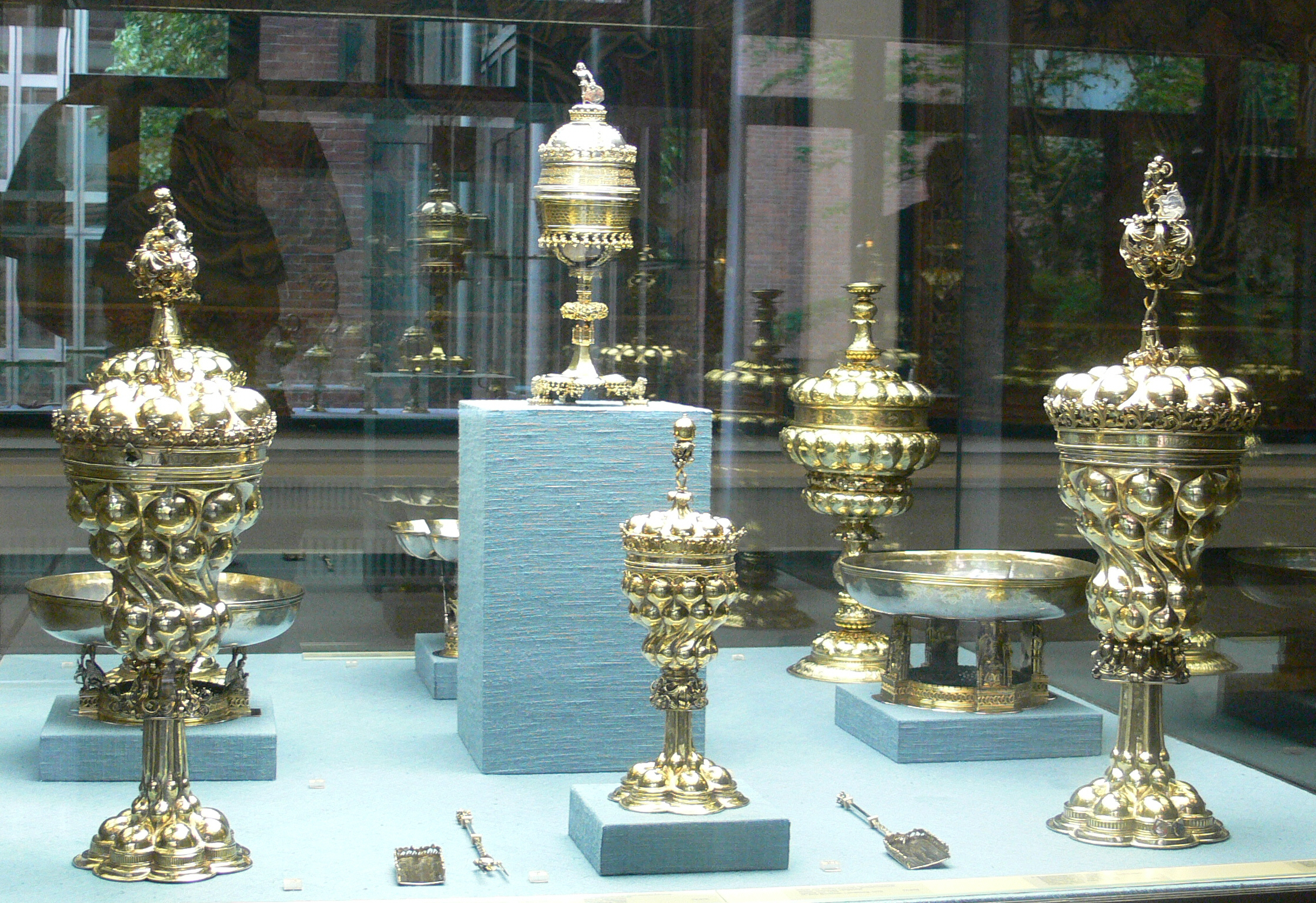
Аклейбехеры. Серебро, позолота. Конец XVII века. Музей художественных ремёсел, Берлин

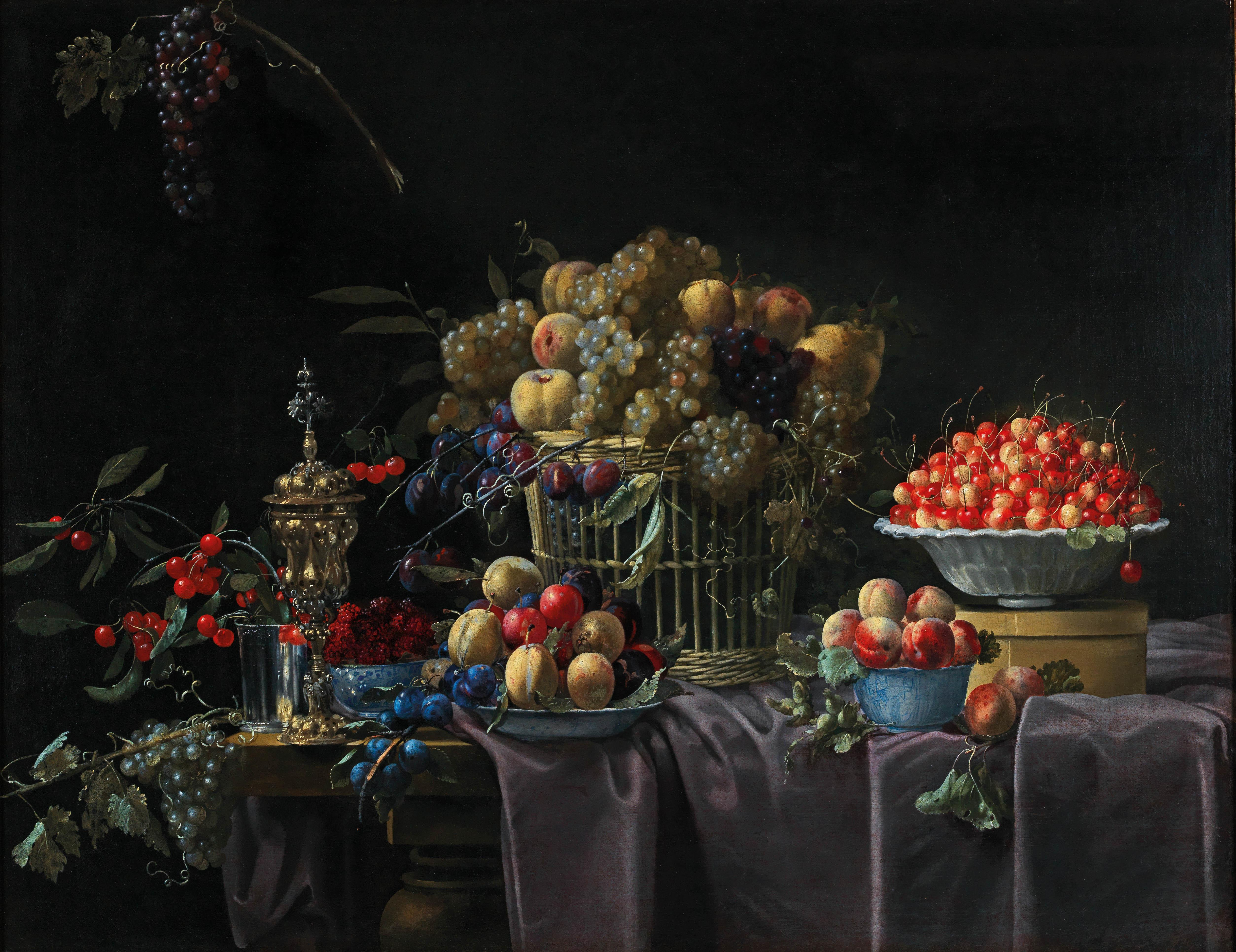
Франсуа Абер. Натюрморт с корзиной винограда, миской с вишнями и позолоченным серебряным кубком-аклеем на столе. Ок. 1645

## Название
Название акелей-бокала происходит от немецкого Akelei — «водосбор» (лат. Aquilegia). Считалось, что его форма напоминает цветок «колокольчика» водосбора, который высоко ценился в Европе того времени как декоративное и лекарственное растение. Кроме того, водосбору, который в средневековом искусстве являлся одним из символов Святого Духа, приписывалась способность уберечь человека от колдовских чар и козней дьявола.

## История
Первые акелеи были созданы в конце XV или в начале XVI века.
Изготовление такого кубка требовало высокого мастерства, поэтому с XV по XVIII век при вступлении в цех ювелиров будущий мастер должен был представить акелей-бокал в качестве обязательной образцовой работы, так называемого «шедевра», или «мастерского образца» (нем. Meisterwerk).
Считается, что первый классический образец кубка-аклея выполнил в 1571 году выдающийся мастер, нюрнбергский «златокузнец» (нем. Goldschmied) Венцель Ямницер. Многие подобные кубки в дальнейшем получили название «ямницеровские агляйбехеры» (нем. Jamnitzers Ageleybecher). Такие кубки изготавливали в Нюрнберге, Аугсбурге, Гамбурге. Их золотили, украшали гравировкой, чеканными и скульптурными деталями, а также техникой буклирования — нанесения на кубок крупных выпуклостей-буклей, усиливавших игру света на поверхности. Их форма отражала эстетику переходной эпохи от Северного Возрождения к северо-европейскому маньеризму и немецкому барокко.
Акелеи пользовались большой популярностью среди зажиточных бюргеров, курфюрстов и королей, собирателей «куриозитетов» (причудливых вещей) для своих кунсткамер. Присутствие такого кубка на праздничном столе позволяло владельцу продемонстрировать своё благосостояние. Кроме того, в оформлении часто использовали растительные орнаменты и образы морской мифологии.

## Аклеи в изобразительном искусстве
Акелеи часто изображали художники натюрморта голландской, фламандской и немецкой школ XVII—XVIII веков. Их можно видеть, в частности, на картинах малых голландцев XVII века.